# 揖斐川町立久瀬小学校
揖斐川町立久瀬小学校 （いびがわちょうりつ　くぜしょうがっこう）は、かつて岐阜県揖斐郡揖斐川町に存在した公立小学校。

## 概要
- 旧・揖斐郡久瀬村の小学校であった。一部の施設（グラウンド等）は久瀬中学校と共用。2014年、北方小学校に統合され廃校。
- 2022年現在、校舎は西濃学園高等学校となっている。

## 沿革
- 1873年（明治6年） - 西津汲村に盍箸学校、東津汲村に精励学校、樫原村に樫原学校が開校する。
- 1874年（明治7年） - 
  - 盍箸学校が西津汲学校、精励学校が東津汲学校に、それぞれ改称する。
  - 外津汲村に外津汲学校が開校する。
- 1886年（明治19年） - 西津汲学校が西津汲簡易科小学校、東津汲学校が東津汲簡易科小学校、外津汲学校が外津汲簡易科小学校、樫原学校が樫原簡易科学校に、それぞれ改称する。
- 1897年（明治30年） -
  - 日坂村、西津汲村、東津汲村、外津汲村、三倉村、乙原村、樫原村、小津村、東横山村、西横山村、鶴見村、東杉原村が合併し、久瀬村が発足。
  - 西津汲簡易科小学校が津汲尋常小学校に改称する。
  - 東津汲簡易科小学校が東津汲尋常小学校に改称する。
  - 樫原簡易科小学校と外津汲簡易科小学校が統合され、外津汲尋常小学校となる。
- 1899年（明治32年） - 津汲尋常小学校、東津汲尋常小学校、外津汲尋常小学校が統合され、津汲尋常小学校となる。
- 1913年（大正2年）4月1日 - 一部（東横山、西横山、鶴見、東杉原）が分立し、藤橋村が発足。
- 1919年（大正8年） - 津汲尋常高等小学校に改称する。
- 1923年（大正12年） - 久瀬尋常高等小学校に改称する。
- 1941年（昭和16年）4月1日 - 久瀬国民学校に改称する。
- 1947年（昭和22年）4月1日 - 久瀬村立久瀬小学校に改称する。
- 1974年（昭和49年）4月 - 日坂小学校を統合する。
- 1978年（昭和53年）4月 - 公正小学校を統合する。
- 1982年（昭和57年） - 新校舎（鉄筋コンクリート造）が完成。
- 1987年（昭和62年）4月 - 小津小学校を統合する。
- 2005年（平成17年）1月31日 - 揖斐川町、谷汲村、春日村、藤橋村、坂内村、久瀬村が合併し、揖斐川町が発足。同時に揖斐川町立久瀬小学校に改称する。
- 2014年（平成26年）3月 - 北方小学校に統合され、廃校。